# DHC in het seizoen 1964/65
Het seizoen 1964/1965 was het 10e jaar in het bestaan van de Delftse betaaldvoetbalclub DHC. De club kwam uit in de Eerste divisie en eindigde daarin op de 12e plaats. Tevens deed de club mee aan het toernooi om de KNVB beker, hierin werd in de halve finale verloren van Feijenoord (1–3).

## Wedstrijdstatistieken

### Eerste divisie
|       | Alkmaar '54 | Blauw-Wit | Eindhoven | Elinkwijk | Enschedese Boys | Excelsior | Holland Sport | N.E.C. | RBC   | Veendam | Velox | Volendam | De Volewijckers | VVV   | Willem II |
| ----- | ----------- | --------- | --------- | --------- | --------------- | --------- | ------------- | ------ | ----- | ------- | ----- | -------- | --------------- | ----- | --------- |
| Thuis | 2 – 3       | 1 – 2     | 1 – 3     | 1 – 0     | 2 – 1           | 4 – 6     | 3 – 3         | 3 – 1  | 1 – 0 | 1 – 2   | 0 – 2 | 1 – 4    | 1 – 0           | 0 – 2 | 1 – 1     |
| Uit   | 1 – 3       | 1 – 2     | 4 – 0     | 4 – 0     | 3 – 2           | 1 – 1     | 3 – 3         | 4 – 2  | 1 – 1 | 1 – 4   | 1 – 1 | 1 – 1    | 3 – 3           | 1 – 0 | 1 – 2     |

### KNVB beker
| 1e ronde                                          | DHC                                       | 2 – 1 (1 – 0)                         | Hermes DVS                                                                      |
| 4 oktober 1964 Plaats: Delft Brasserskade         | Eddy Blok 25' Henny Gouw 52'              |                                       | 57' Piet van Mullem                                                             |
| 2e ronde                                          | Volendam                                  | 2 – 3 (1 – 0)                         | DHC                                                                             |
| 6 december 1964 Plaats: Volendam Volendam Stadion | Johan Pelk 25' Jannie Schilder 58' (pen.) |                                       | 55' Eddy Blok Lex Rijnvis 83' Thijs Kwakkernaat                                 |
| 3e ronde                                          | DHC                                       | 1 – 1 (0 – 1, 1 – 1) Na strafschoppen | Sittardia                                                                       |
| 28 februari 1965 Plaats: Delft Brasserskade       | Eddy Blok 60'                             |                                       | 19' Willy Dullens                                                               |
| 1e ronde                                          | Holland Sport                             | 2 – 5 (1 – 2)                         | DHC                                                                             |
| 16 mei 1965 Plaats: Den Haag Houtrust             | Maarten Trommel 20', –'                   |                                       | 8' Lex Rijnvis 30', 85' Carol Schuurman 60' Thijs Kwakkernaat Henny den Engelse |
| 1e ronde                                          | Feijenoord                                | 3 – 1 (1 – 1)                         | DHC                                                                             |
| 22 mei 1965 Plaats: Rotterdam Stadion Feijenoord  | Piet Kruiver 4', 70' Henk Groot 55'       |                                       | 30' Thijs Kwakkernaat                                                           |

## Statistieken DHC 1964/1965

### Eindstand DHC in de Nederlandse Eerste divisie 1964 / 1965
| Stand | Gespeeld | Gewonnen | Gelijk | Verloren | Punten | Doelpunten voor | Doelpunten tegen |
| ----- | -------- | -------- | ------ | -------- | ------ | --------------- | ---------------- |
| 12e   | 30       | 9        | 8      | 13       | 26     | 47              | 60               |

### Topscorers
| #      | Naam              | Goal |
| ------ | ----------------- | ---- |
| 1.     | Lex Rijnvis       | 10   |
| 2.     | Eddy Blok         | 9    |
| 3.     | Thijs Kwakkernaat | 6    |
| 4.     | Henny den Engelse | 5    |
| 5.     | Carol Schuurman   | 4    |
| 6.     | Hans Dorjee       | 3    |
| 6.     | Jan van Miert     | 3    |
| 6.     | Wienus Schook     | 3    |
| 9.     | Cor van Galen     | 2    |
| 10.    | Wim Tetteroo      | 1    |
| 10.    | Jan Verhoek       | 1    |
| Totaal | Totaal            | 47   |

| #      | Naam              | Goal |
| ------ | ----------------- | ---- |
| 1.     | Eddy Blok         | 3    |
| 1.     | Thijs Kwakkernaat | 3    |
| 3.     | Lex Rijnvis       | 2    |
| 3.     | Carol Schuurman   | 2    |
| 5.     | Henny den Engelse | 1    |
| 5.     | Henny Gouw        | 1    |
| Totaal | Totaal            | 12   |

## Voetnoten
Alkmaar '54 ·
Blauw-Wit ·
DHC ·
Elinkwijk ·
Enschedese Boys ·
Eindhoven ·
Excelsior ·
Holland Sport ·
N.E.C. ·
RBC ·
Veendam ·
Velox ·
Volendam ·
De Volewijckers ·
VVV ·
Willem II